# Війна як метафора

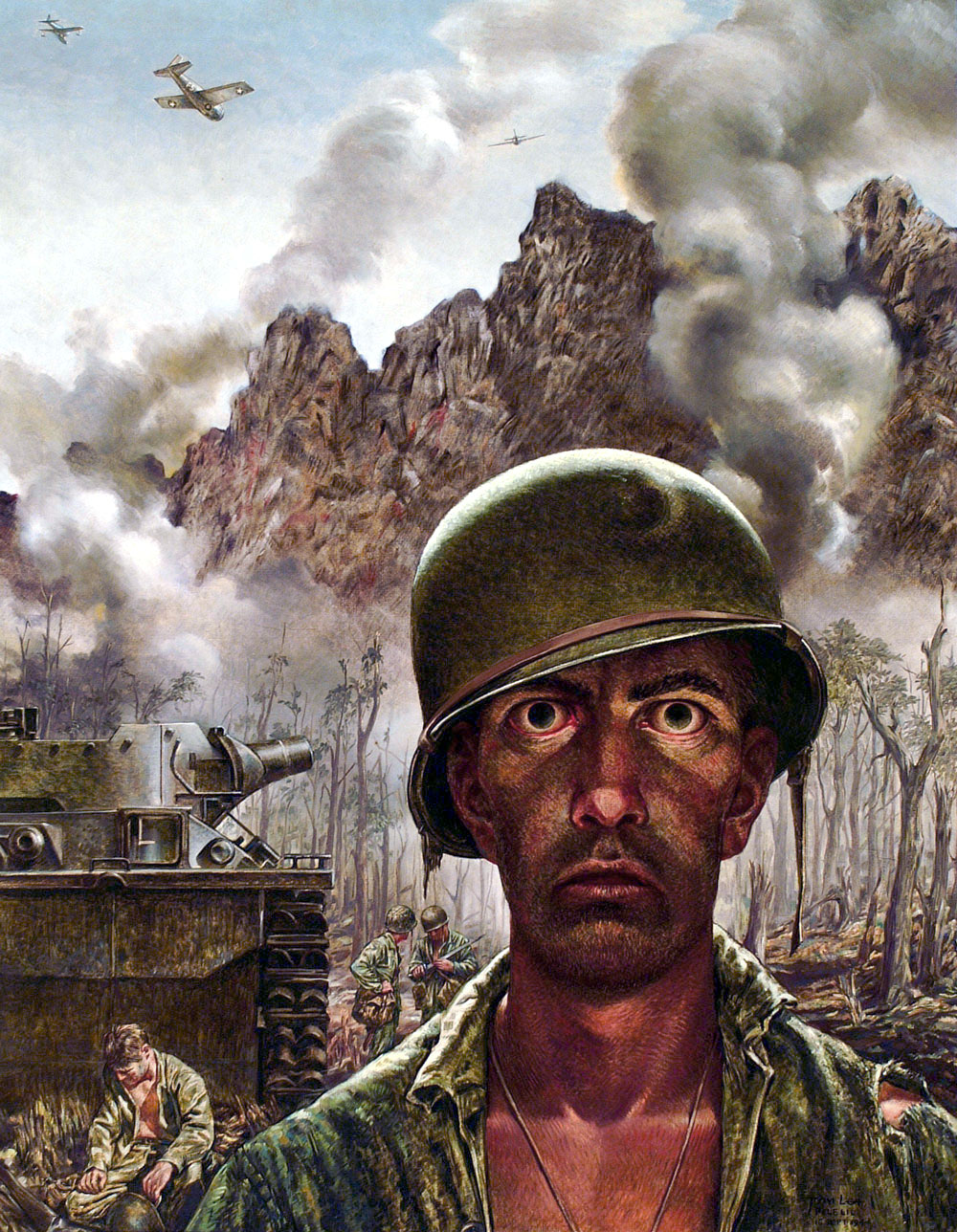
"Обговорюючи соціальну політику мовою війни, ми часто забуваємо про моральну реальність війни". - Джеймс Чайлдрес. Ілюстрація 1944 року Томаса К. Леа III Другої світової війни: "Погляд на дві тисячі ярдів".

The Guardian
Використання війни як метафори — давня літературна та риторична тропа. У політичному використанні такі метафори використовуються для управління сприйняттям суспільної проблеми, причому концепція займає місце особистості чи державного ворога в справжній війні.

## Приклади
Приклади, де війни використовуються як метафора, часто у формі "Війна проти ...":
- "Митна війна", також відома як "тарифна війна", — вид економічного конфлікту між двома або більше державами.
- "Торгова війна"
- "Війна зі злочинністю", 30-ті роки, Дж. Едгар Гувер
- "Холодна війна" (1947—1991), період ворожнечі між двома домінуючими на той час супердержавами - США та Радянським Союзом . Холодна війна сама по собі ніколи не була війною, але протягом цього періоду обидві сторони провели декілька війн-довіреностей .
- Культурна революція (1966−1976) у Китаї була розпочата як "війна проти ревізіонізму"[2] Маршал Лін Бяо в 1965 році на початку руху сказав: "Поле бою Культурної революції не може розраховувати на припинення вогню. Це війна без цього варіанту”.
- Застосування Джиммі Картером "війни" як метафори в часи енергетичної кризи 1974 року, описане в “Метафорах, за якими ми живемо”, описані Джорджем Лакоффом та Марком Джонсоном.
- "Війна з бідністю" — неофіційна назва законодавства, вперше запровадженого президентом США Ліндоном Б. Джонсоном під час його виступу у Державі Союзу 8 січня 1964 року.
- "Війна проти раку" об'єднана зусиллями для зменшення смертності від раку за рахунок вдосконалення профілактики, виявлення та лікування
- "Війна з наркотиками" — американський термін стосується зусиль, спрямованих на обмеження незаконної торгівлі наркотиками
- "Війна проти банд" — національний рух у США за зменшення активності, пов'язаної з бандами, насильства банд та зменшення розповсюдження наркотиків
- "Культурна війна" (1991, 2000-ні) — різні конфлікти та демографічні тенденції в історії США
- "Війна ідей" (1993), аналітик Heritage Foundation Джеймс А. Філліпс використав термін "війна ідей", описуючи ключову роль, яку відіграв Національний фонд демократії (NED) в ідеологічній битві за захист демократії.
- "Війна з тероризмом" (2001−2013), придумана в 2001 році тодішнім президентом США Джорджем Бушем після терактів 11 вересня 2001 року для мобілізації міжнародної військової кампанії. У 2013 році президент Барак Обама оголосив, що США більше не ведуть війну проти терору, оскільки військова увага повинна бути спрямована на конкретних ворогів, а не на тактику.
- "Війна з графіті" — муніципальна ініціатива, яку описав мер Торонто Роб Форд
- "Війна з автомобілями" — муніципальна ініціатива, яку описав мер Торонто Роб Форд
- "Війна з нуждою" — це благодійна організація проти бідності, яка базується в Лондоні
- Війна проти І-4 — прізвисько суперництва між Бурею Тампа-Бей та Хижаками Орландо у футбольній лізі Арени
- Війна проти Емуса

Деякі "війни" не проголошуються, а скоріше є ярликами, які використовують супротивники:
- Термін "війна проти ісламу" (також званий "війна з ісламом"), введений у 1990-х роках і популярний після 2001 року, описує сприйняту кампанію з метою заподіяння шкоди, ослаблення або знищення суспільної системи ісламу, використовуючи військові, економічні, соціальні та культурні засоби.
- Війна з Різдвом — термін у США для опису багаторічних суперечок, що відбуваються навколо Різдва
- Війна з викривачами, документальний фільм Роберта Грінвальда 2013 року.
- "Війна проти жінок" — вираз у політиці США, який використовувався для опису деяких політик Республіканської партії як широкомасштабних зусиль з обмеження прав жінок, особливо репродуктивних прав
- "Війна з демократією" з однойменного документального фільму 2007 року режисерів Крістофера Мартіна та Джона Пілджера
- "Війна проти секретності" із заголовка WikiLeaks: Inside "Війна Джуліана Ассанжа", книга Девіда Лі та Люка Гардінга, що розповідає історію про Джуліана Ассанжа, WikiLeaks та витік Челсі Меннінга
- "Війна з вугіллям" — фраза, яку вугільна промисловість та її прихильники використовують для опису того, що, на їх думку, є спробою адміністрації Обами запровадити жорсткі правила щодо енергетики вугілля в США
- "Війна проти копів" — фраза, яку використовував Білл Джонсон, виконавчий директор Національної асоціації поліцейських організацій. Також називається "Війна з поліцією". Подібною риторикою користувались Дональд Трамп, Тед Круз та Скотт Уокер.
- "Війна з наукою ", що використовується по-різному для опису академічного постмодернізму критики об'єктивної реальностіабо політичного протистояння висновкам науки.
- Під час пандемії COVID-19 президент Франції Еммануель Макрон неодноразово повторював "Ми воюємо".[3] Прем'єр-міністр Греції Кіріакос Міцотакіс також використав цю метафору. Комісар з промисловості ЄС Т'єрі Бретон сказав: "Ми воюємо з вірусом. Економічна війна". Президент США Дональд Трамп сказав: "Я президент війни. Ця війна — війна іншого виду, ніж у нас коли-небудь була". Прем'єр-міністр Великої Британії Борис Джонсон сказав: "Ми повинні діяти як будь-який уряд воєнного часу і робити все необхідне для захисту нашої економіки".

## Подальше читання
- Чайлдрес, Джеймс Ф. "Метафора війни в державній політиці" [4]
- Штейнерт, Хайнц. 2003 рік. "Неодмінна метафора війни: про популістську політику та суперечності монополії держави на силу", Теоретична кримінологія 7, 3 (2003) с. 265-291.
- Томас, Рут П. 1984. "Війна як метафора в La Princesse de Montpensier ", Форум сучасних мовних досліджень 20 .4 с. 323-332.